# Russischer Friedhof (Nizza)

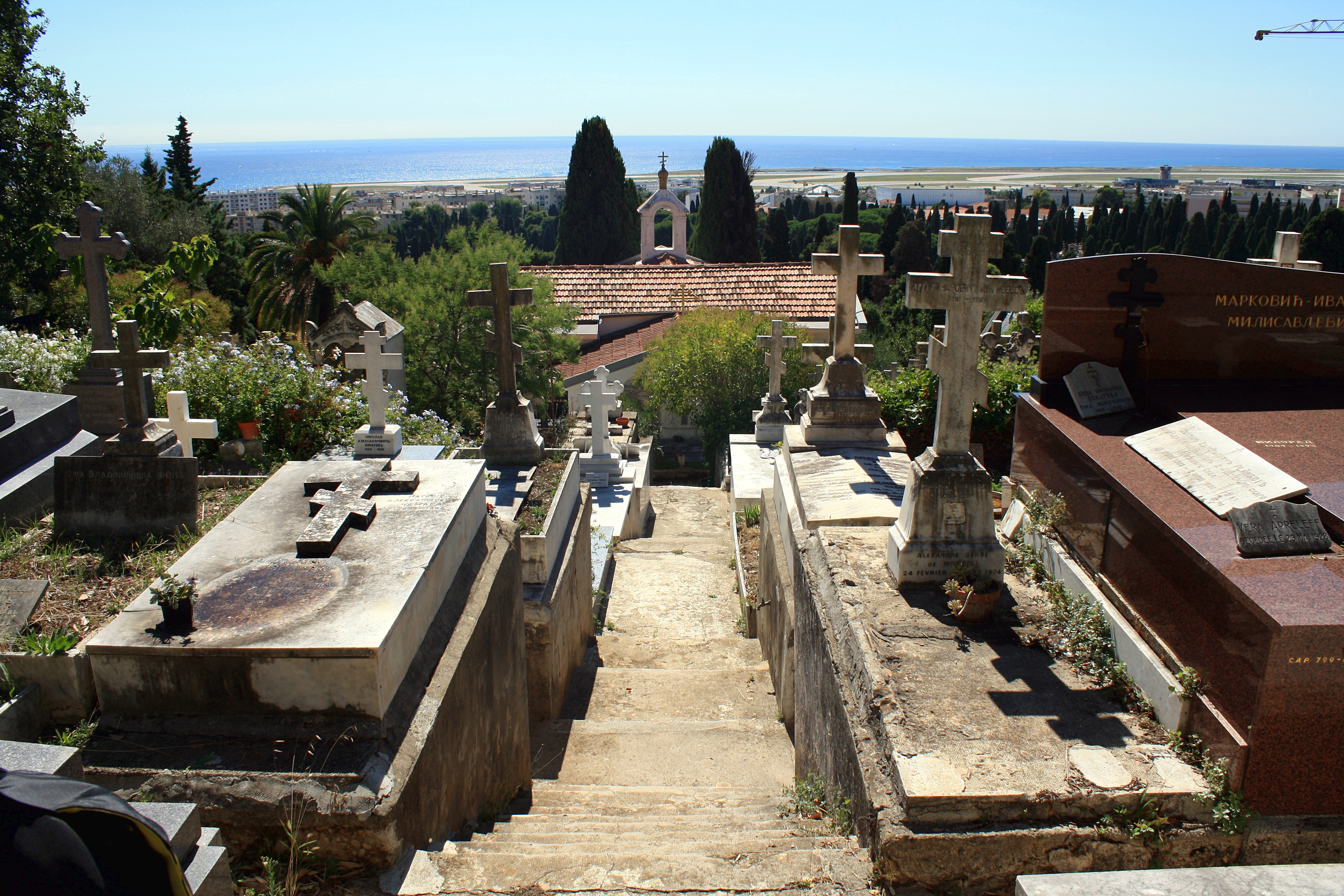
Russischer Friedhof in Nizza (2010)

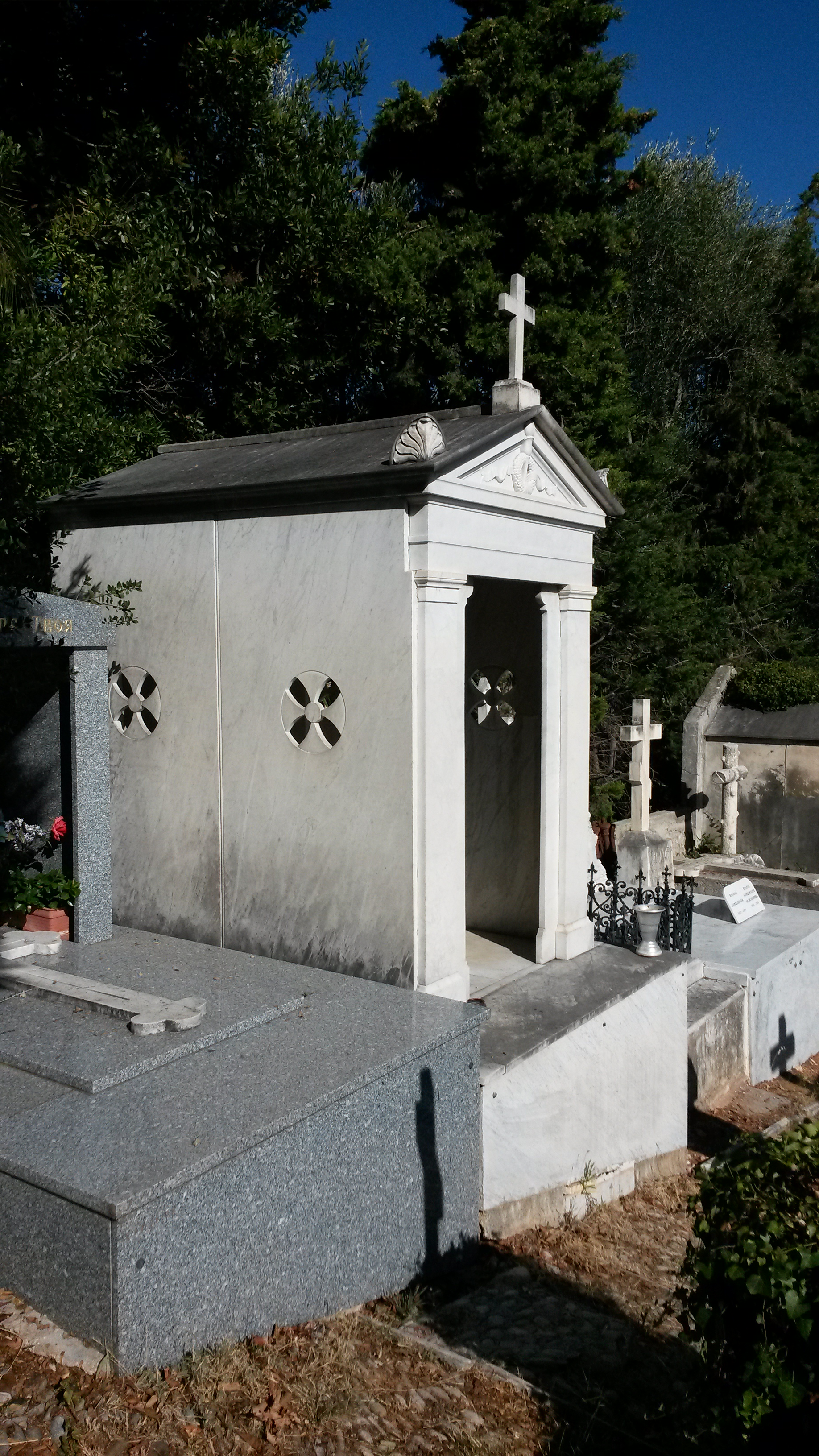
Mausoleum der Fürstin Jurjewskaja (2014)

Der Russische Friedhof (französisch Cimetière russe de Nice, auch Cimetière (russe) de Caucade, russisch Русское кладбище в Ницце, auch Русское кладбище Кокад und Николаевское кладбище) ist ein russisch-orthodoxer Friedhof in Nizza.

## Geschichte
Nachdem die russische Gemeinde von Nizza, die die Mittelmeerstadt als Winterquartier und Urlaubsort für sich entdeckt hatte, im Jahr 1859 mit der Kirche Saint-Nicolas-et-Sainte-Alexandra ein eigenes Gotteshaus in der heutigen Innenstadt erbaute, erhielt sie am 4. August 1866 das Recht, einen Friedhof anzulegen. Bis dahin wurden russisch-orthodoxe Einwohner auf dem Schlossfriedhof beerdigt, wo es eine Abteilung für Gräber nicht römisch-katholischer Anwohner gab. Die Gemeinde erwarb am 5. Januar 1867 ein weiteres großes Grundstück auf dem Caucade-Hügel südöstlich der Stadt und gründete auf dem 3303 Quadratmeter großen Areal einen russisch-orthodoxen Friedhof mit der Friedhofskapelle Saint-Nicolas. Aufgrund des Todes des Zarewitsch Nikolai Alexandrowitsch Romanow, der im Jahr 1865 in Nizza verstarb, wurde der Friedhof dem Andenken an Nikolai gewidmet. Er wurde als Pfarrfriedhof der Kirche Saint-Nicolas-et-Sainte-Alexandra angelegt, die durch ihre Innenstadtlage nicht ausreichend Platz für eine solche Anlage bietet. Zeitgleich entstand in der Stadt die Zarewitsch-Gedenkkapelle (1867–1868), einige Jahrzehnte später neben dieser eine russisch-orthodoxe Kathedrale Saint-Nicolas (1903–1912), so dass Nizza sich zu einem Anziehungspunkt für Exilrussen entwickelte und der Friedhof weiter anwuchs, der als ältester russischer Friedhof in Westeuropa gilt.
Da der Friedhof zunächst nur über einen schmalen Pfad erreichbar war, erbat man vom benachbarten anglikanischen Friedhof das Wegerecht, um eine Fahrbahn einzurichten, welches im Jahr 1867 eingeräumt wurde. Nach der Oktoberrevolution und insbesondere mit der Gründung der Sowjetunion wanderten zahlreichen Russen nach Nizza aus. Viele von ihnen wurden hier beerdigt, selbst dann, wenn sie anderswo verstarben, darunter Leonid Sabanejew (Antibes), Nikolai Nikolajewitsch Judenitsch (Cannes) oder Serge Voronoff (Lausanne). Daneben wurden Mitglieder der Familie Romanoff – wie der Prinz Rostislaw Alexandrowitsch (1902–1978), Sohn von Alexander Michailowitsch Romanow und Xenija Alexandrowna Romanowa, oder die Prinzessin Marina Petrovna (1892–1981), Tochter von Peter Nikolajewitsch Romanow und Militza von Montenegro – hier ebenso beerdigt wie Mitglieder anderer russischer Adelsgeschlechter, etwa der Familien Obolenski, Zereteli oder Gagarin. Die meisten Beerdigungen fanden in den 1940er und 1950er Jahren statt.
Da die Sowjetunion kein Interesse am Erhalt der Sakralbauten und des Friedhofs zeigte, gründete sich in den 1920er Jahren die ACOR-Nice (L’Association Cultuelle Orthodoxe Russe de Nice, deutsch Russisch-Orthodoxe Religionsgemeinschaft von Nizza), die die Verwaltung übernahm, was 1927 auch der zuständige russische Metropolit der Diözese von Korsun Eulogius bestätigte.

### Rechtsstreit um die Zugehörigkeit
Im Jahr 2016 eskalierte der seit 2006 andauernde Streit um die russischen Sakralbauten Nizzas endgültig, wovon auch der Friedhof in Mitleidenschaft gezogen wurde. Durch den Rückzug der ACOR-Nice aus der Kathedrale, die 2013 endgültig der Russischen Föderation zugesprochen wurde, kam es zu finanziellen Schwierigkeiten der Gemeinde, da die Einnahmen von den Besuchern der Kathedrale wegfielen. Der Friedhofswärter musste daher zeitweise entlassen und ein neues Finanzierungskonzept gefunden werden.
Ein zweites Mal erreichte der Konflikt den Friedhof im Jahr 2014, diesmal zunächst unbemerkt, nachdem der russische Botschafter in Frankreich Alexander Orlow die nachträgliche notarielle Änderung von Dokumenten anordnete, um somit Russland in den Besitz von Friedhof, Nicolas-Kapelle und der Kirche Saint-Nicolas-et-Sainte-Alexandra zu setzen. Erst am 27. April 2015 erfuhr die ACOR-Nice von dem entsprechenden Akt, der den Friedhof betraf und am 29. April 2014 vollzogen worden war. Zur Klärung der Verhältnisse lud die ACOR-Nice daraufhin 2015 Vertreter russischer Behörden sowie den mit der Änderung beauftragten Notar mehrfach vor, worauf es aber keine Reaktion gab. Doch am 18. Februar 2016 wurden die Schlösser des Friedhofs durch die prorussische Fraktion aufgebrochen, durch neue ersetzt und der Friedhof zum Eigentum der Russischen Föderation erklärt. Alle auf die ACOR-Nice hinweisenden Schilder wurden entfernt, ebenso die der Öffnungszeiten und Gottesdienste. Stattdessen wurden Schilder angebracht, die den Friedhof als Eigentum Russlands seit 1867 bezeichneten. Laut der Aussage des Rektors der Kathedrale geschah dies, da das Mandat der russischen Botschaft ausdrücklich die Erlaubnis für den Austausch der Schlösser und den Einbruch in die Hausverwaltung erteilt habe. Zudem habe der russische Botschafter den Friedhof am 5. Februar 2016 der dem Moskauer Patriarchat unterstehenden Diözese Korsun übertragen, wohingegen die ACOR-Nice seit 1930 zum Patriarchat von Konstantinopel gehöre. Am 19. Februar 2016 verurteilte die Erzdiözese der Russisch-Orthodoxen Kirchen in Westeuropa diesen Vorgang in einem Kommuniqué, obwohl man vor Ort vorerst einen Kompromiss gefunden hatte, indem ein neues Schloss angebracht wurde, zu dem beide Parteien einen Schlüssel erhielten. Allerdings stellte die Kathedralgemeinde sofort die nächsten Forderungen und wollte auch einen Schlüssel für die Kapelle und das Hausmeistergebäude im Friedhofsareal. Es kam darüber hinaus zur Anzeige gegen ein Mitglied der russischen Kathedralgemeinde, da neben Schlüsseln auch das Gräberverzeichnis verschwunden war.
Später wurde dann der Versuch unternommen, in Paris einen Verein zum Schutz des russisch-orthodoxen Friedhofs in Nizza zu gründen und den Friedhof auf diesem Weg zu übernehmen. Im Juni 2016 stürzte außerdem ein Gesims an der Nordseite der Kapelle ab, woraufhin Anhänger der prorussischen Kathedralgemeinde die Schließung des Friedhofs verlangten, da die ACOR-Nice nicht in der Lage sei, die Sicherheit auf dem Friedhof zu gewährleisten. Es gelang tatsächlich, eine Schließung durch den Bürgermeister zu veranlassen, was erst durch mehrere Instanzen gehen musste, bevor diese wieder aufgehoben wurde.
Da die ACOR-Nice den Friedhof seit dem Jahr 1927 betreut, erklärte das Gericht in Nizza im Februar 2021 Russlands Ansprüche auf den Friedhof für rechtswidrig und erkannte der ACOR-Nice zudem eine Ersitzung zu. Dies wurde auch damit begründet, dass – anders als in dem für Russland erfolgreichen Rechtsstreit um die Kathedrale und die Gedenkkapelle, auf den sich die russischen Vertreter beriefen – nie ein Pachtvertrag bestanden habe und die Gemeinde, damals noch in Gestalt einzelner Einwanderer, die Grundstücke selbstständig erworben hatte. Zudem zahlte sie seit 1927 Grundsteuern und kümmerte sich um Bewachung, Pflege und Verwaltung.

## Beschreibung
Heute ist die Anlage der zweitgrößte russische Friedhof in Frankreich nach dem russischen Friedhof von Sainte-Geneviève-des-Bois. Allerdings wurden hier auch zahlreiche Franzosen sowie orthodoxe Albaner, Armenier, Aserbaidschaner, Weißrussen, Georgier, Griechen, Italiener, Serben, Rumänen und Ukrainer beerdigt. Viele der Grabsteine der Frühphase wurden von Léonide Pianovsky aus Moskau geschaffen, der sonst auf Ikonen spezialisiert war. Daneben kamen lokale Baumeister zum Einsatz, darunter SM Biasini. Auf dem Stand von 2020 umfasste der Friedhof etwa 850 bis 870 Grabstätten für zirka 6000 Menschen.
Bedingt durch seine Hanglage wird der Friedhof durch eine zentrale Treppenanlage erschlossen, die an der Südseite beginnt. In der Achse dieser Treppe steht auch die Nicolas-Kapelle, in deren Umgebung mehrere Bäume aufragen, wohingegen die Vegetation sonst eher niedrig gehalten wird. Die dort zu findenden Gräber sind zum Großteil aus weißem Marmor gestaltet. Nördlich der Kapelle setzt sich die Treppe etwas schmaler fort.
Die oberhalb des Friedhofs befindliche, denkmalgeschützte Batterie wird zwar nach dem Friedhof Batterie du Cimetière Russe (deutsch Batterie des russischen Friedhofs) genannt, hat aber mit dem Friedhof nur die Lage gemeinsam und entstand erst nach diesem.

## Grabanlagen und Persönlichkeiten (Auswahl)
Neben klassischen Einzelgräbern gibt es auch Erbbegräbnisse, Mausoleen und Massengräber.
- Mark Alexandrowitsch Aldanow (1886–1957), Schriftsteller
- Pjotr Lwowitsch Bark (1869–1937), russischer Finanzminister
- Alexei Alexandrowitsch Bobrinski (1852–1927), Politiker und Historiker
- Jekaterina Michailowna Dolgorukowa (1847–1922), morganatische Ehefrau des Zaren Alexander II. von Russland
- Elena von Serbien (1884–1962), Tochter des jugoslawischen Königs und Ehefrau von Iwan Konstantinowitsch Romanow
- Eugène Deslaw (1898–1966), Journalist, Regisseur und Drehbuchautor
- Wladimir Semjonowitsch Golenischtschew (1856–1947), Ägyptologe
- Magnus Hirschfeld (1868–1935), Arzt
- Nikolai Nikolajewitsch Judenitsch (1862–1933), General
- Jelisaweta Wassiljewna Kotschubei (1821–1897), Komponistin
- Filipp Andrejewitsch Maljawin (1869–1940), Maler
- Alexander Nikolajewitsch Möller-Sakomelski (1844–1928), General
- Platon Iwanowitsch Rokassowski (1800–1869), General und zaristischer Generalgouverneur Finnlands
- Leonid Leonidowitsch Sabanejew (1881–1968), Musikkritiker, Musikwissenschaftler und Komponist
- Sergei Dmitrijewitsch Sasonow (1860–1927), russischer Außenminister
- Dmitri Grigorjewitsch Schtscherbatschow (1857–1932), russischer General der Infanterie
- Alexander Michailowitsch Sibirjakow (1849–1933), Mäzen und Forschungsreisender
- Serge Voronoff (1866–1951), Chirurg
- Wladimir Michailowitsch Wolkonski (1868–1953), russischer Fürst und Innenminister

Grabstätten
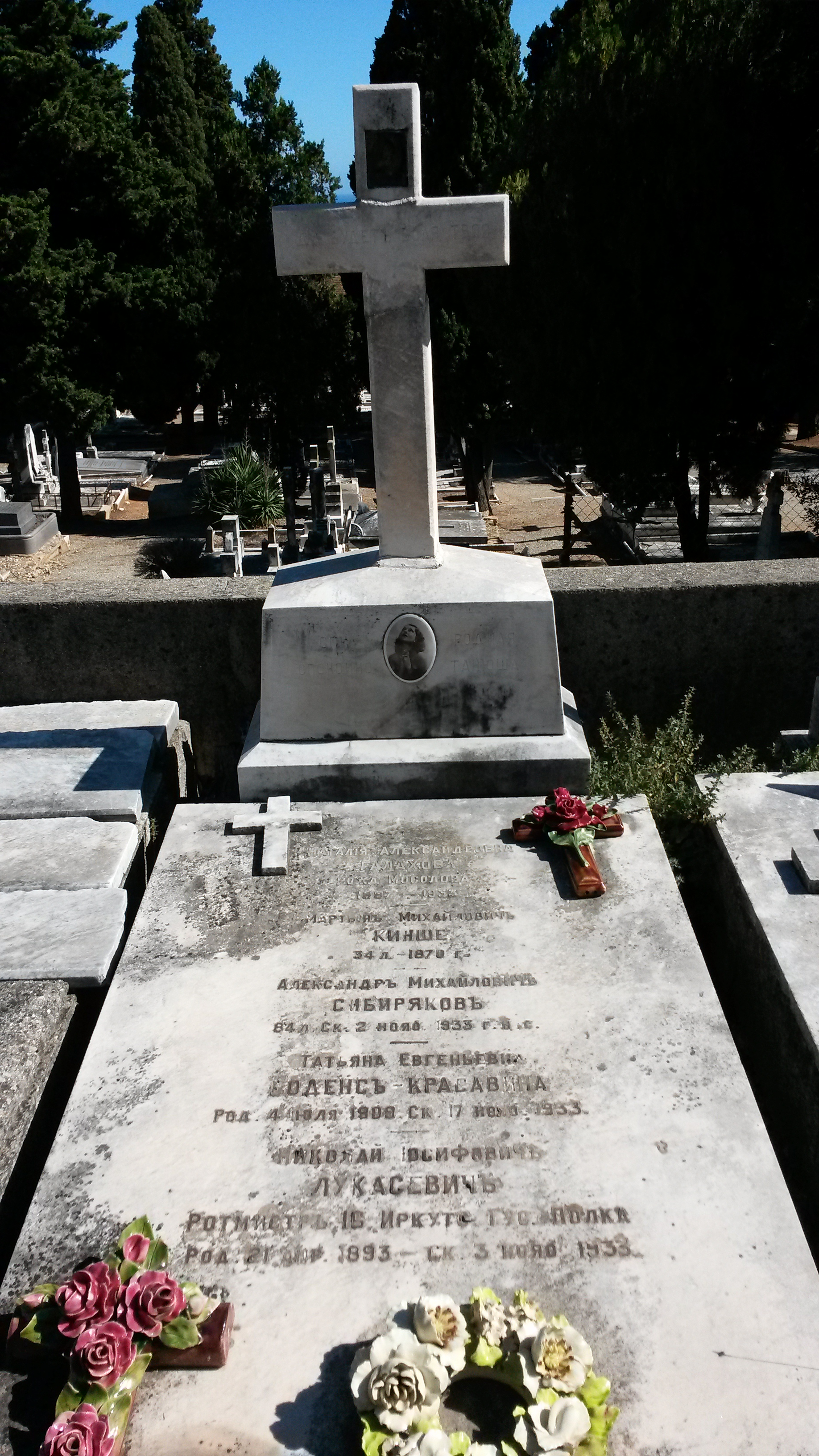
Alexander Michailowitsch Sibirjakow
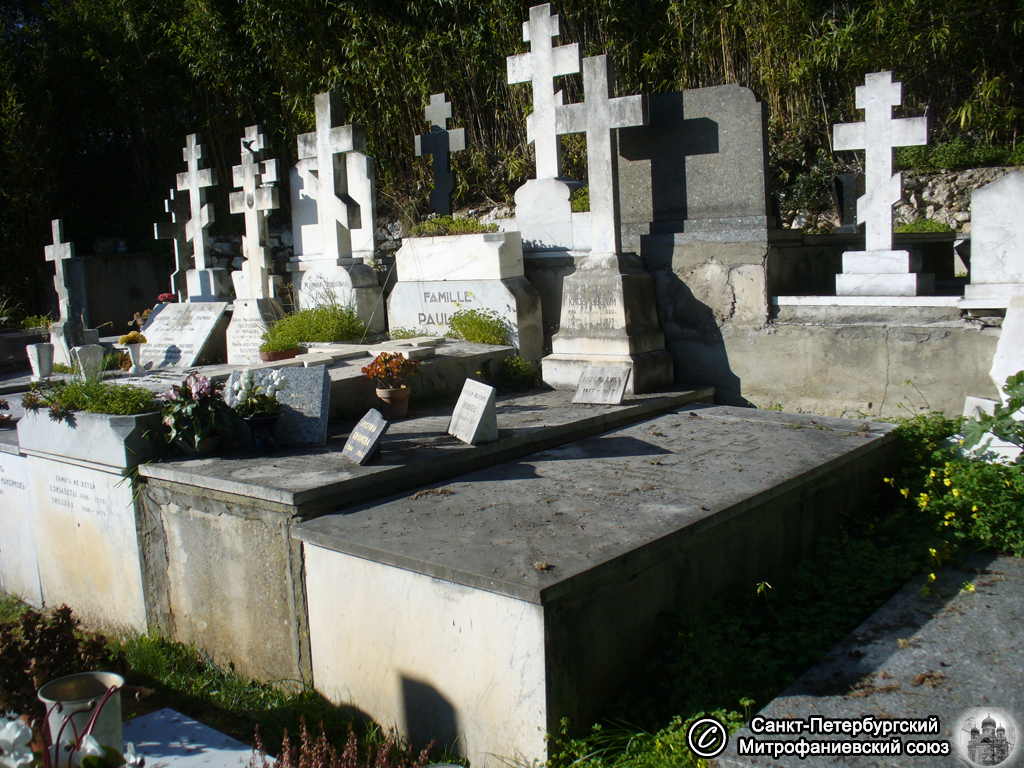
Iwan Nikolajewitsch Saltykow
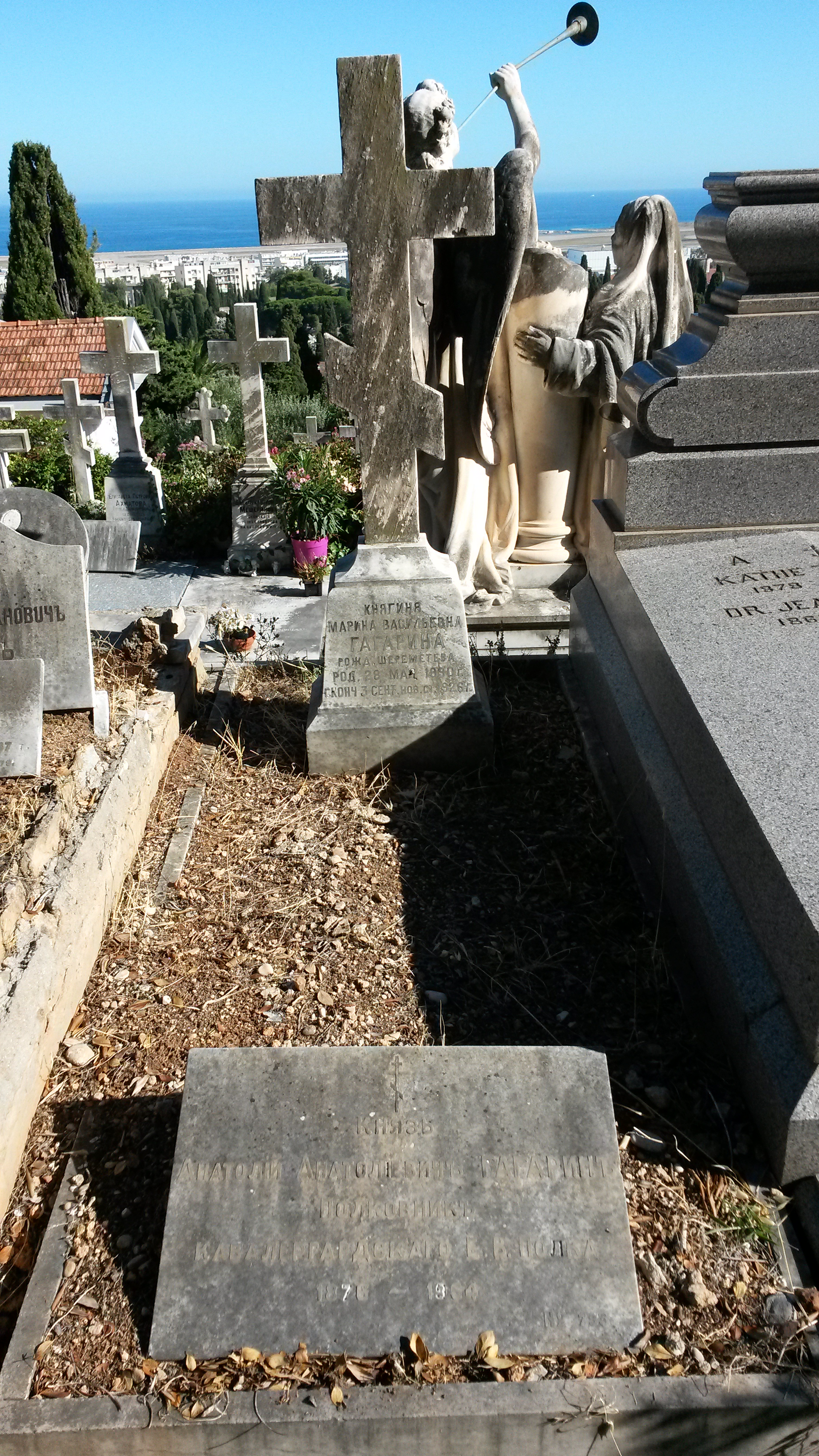
Alexander Sergejewitsch Gagarin
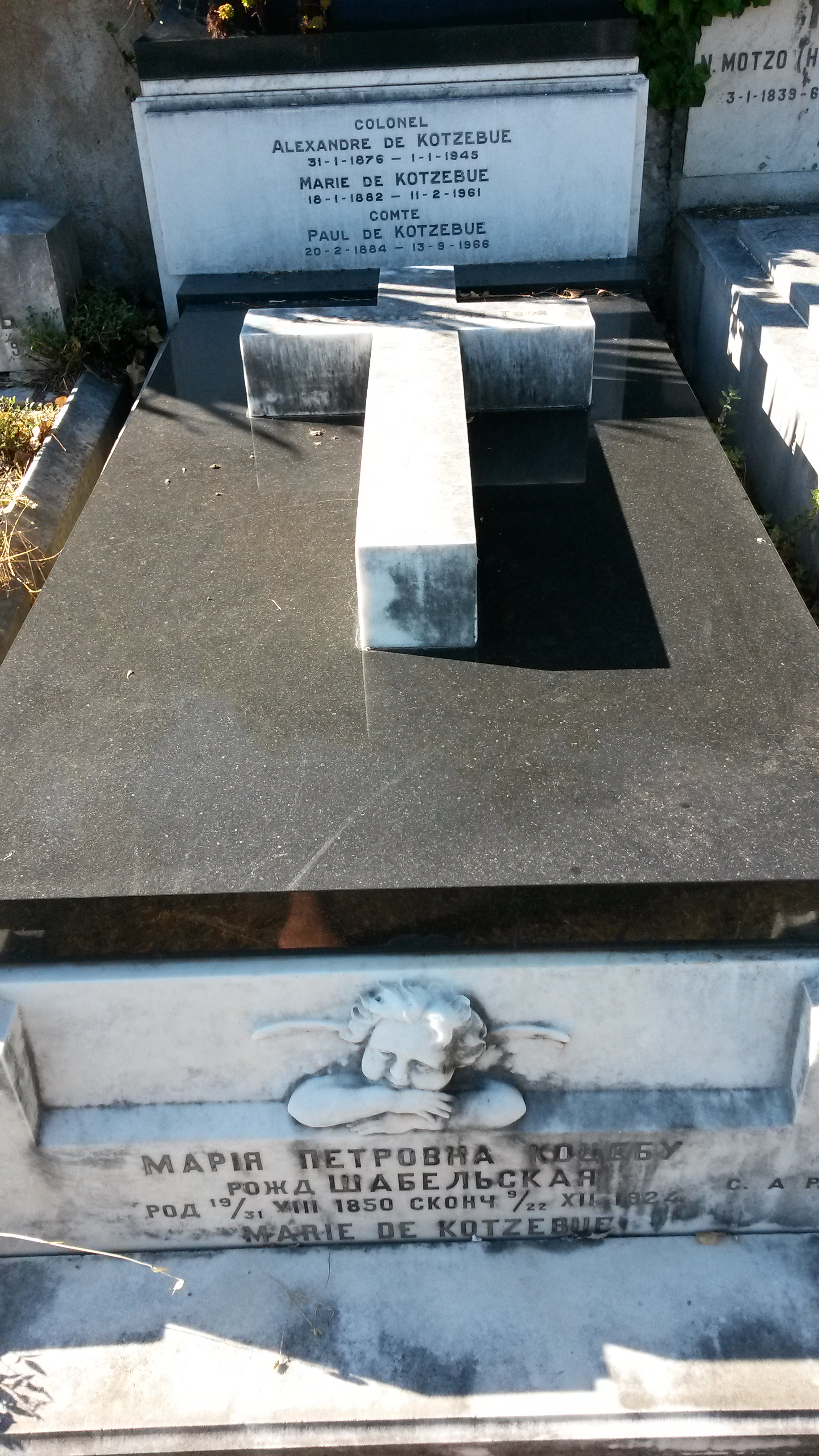
Alexandre de Kotzebue
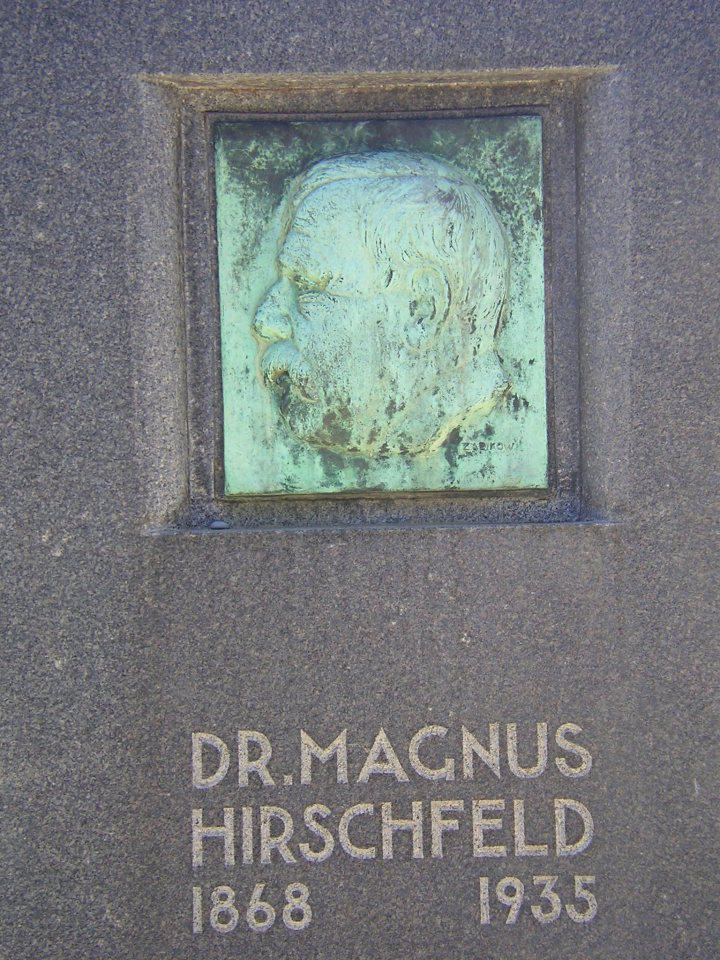
Magnus Hirschfeld
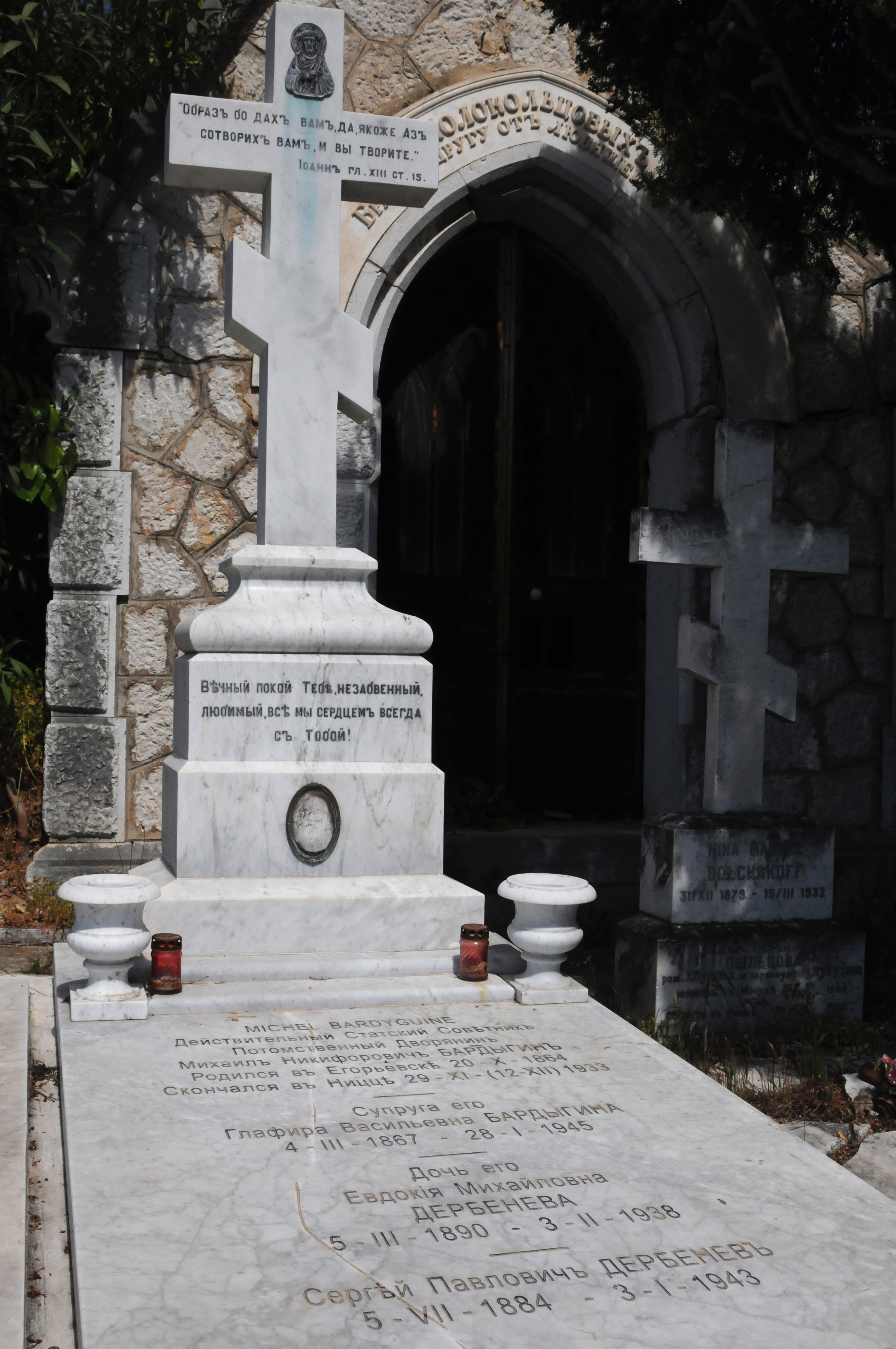
Michail Nikiforowitsch Bardygin
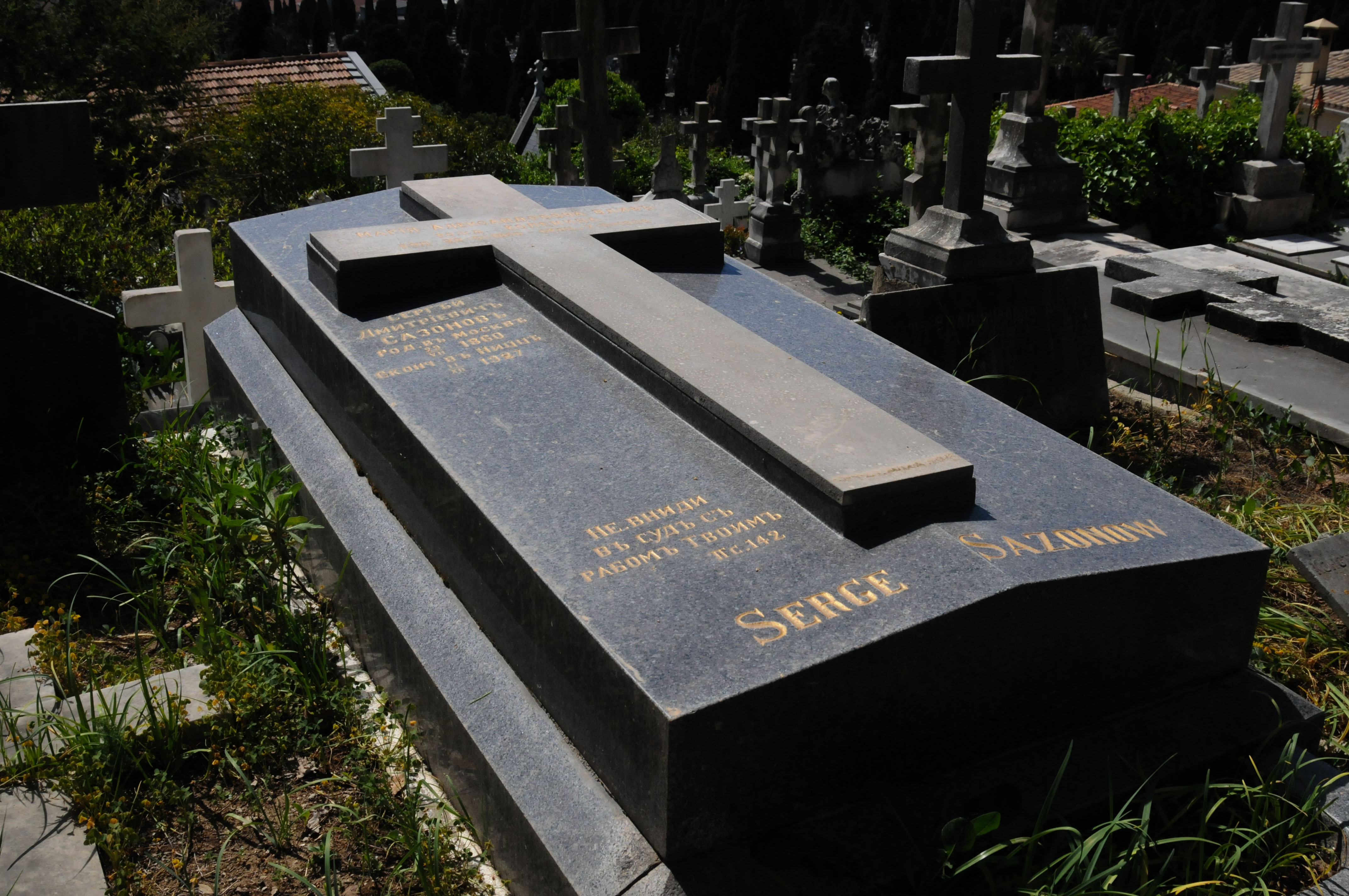
Sergei Dmitrijewitsch Sasonow
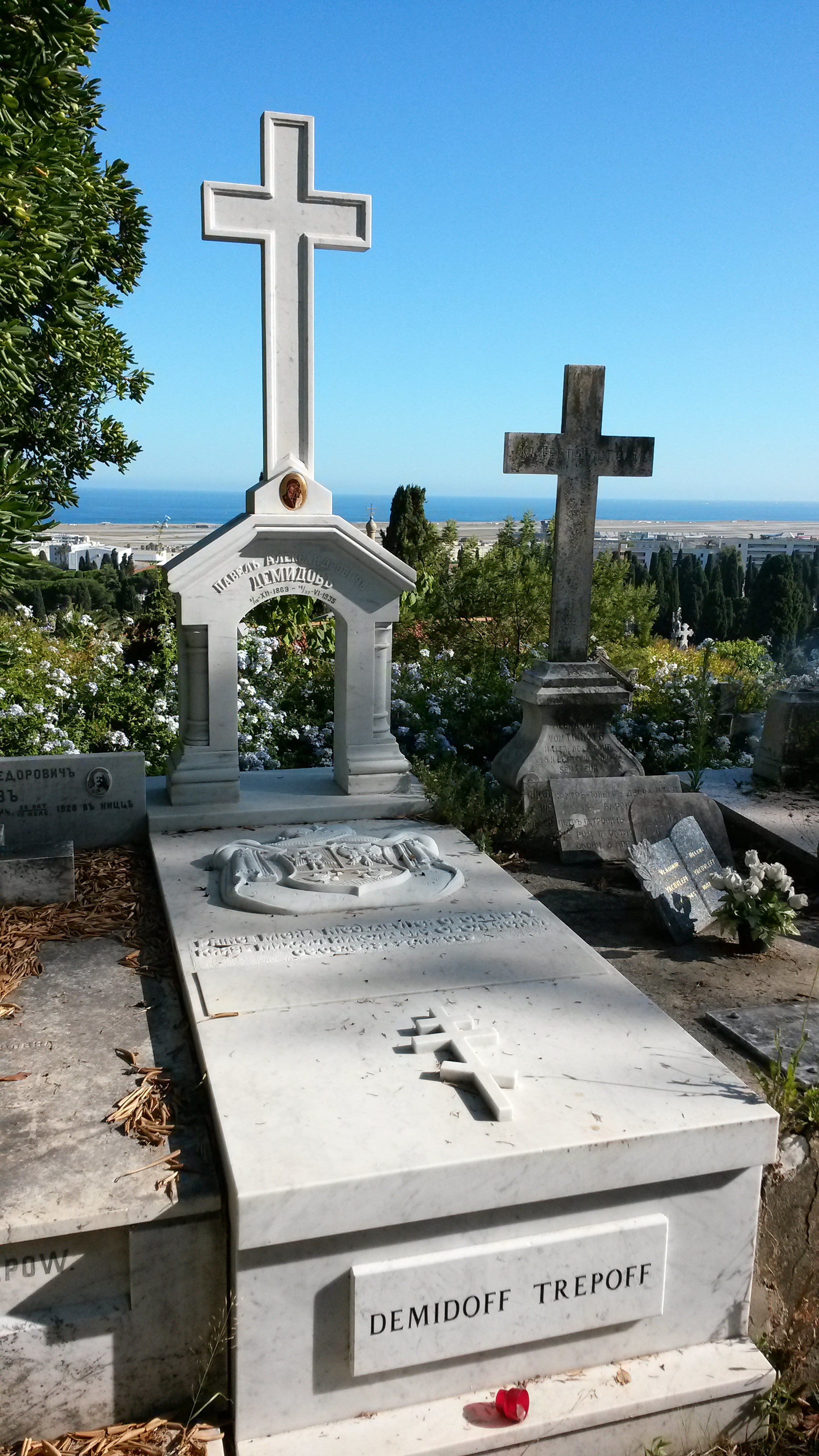
Pawel Alexandrowitsch Demidow